# Лір, Толстой і дурень
«Лір, Толстой і дурень» (англ. Lear, Tolstoy and the Fool) — есе Джорджа Орвелла. Його надихнув критичний нарис Льва Толстого про Шекспіра і вперше був опублікований у «Полеміці» № 7 (березень 1947).
Оруелл аналізує критику Толстим творчості Шекспіра загалом і його напад на Короля Ліра зокрема. Відповідно до докладного резюме Орвелла, Толстой засуджував Шекспіра як поганого драматурга, а не справжнього митця взагалі, і заявив, що слава Шекспіра була зумовлена пропагандою німецьких професорів наприкінці вісімнадцятого століття. Толстой стверджував, що Шекспіром досі захоплювалися лише через свого роду масовий гіпноз чи «епідемічне навіювання».
Після резюмації звинувачення Толстого та критеріїв літературної гідності Толстого, яким Шекспір не відповідає, Оруелл пише:
| Ліві лапки | Перше відчуття полягає в тому, що, описуючи Шекспіра як поганого письменника, він говорить щось явно неправдиве. Але це не так. Насправді немає жодних доказів чи аргументів, за допомогою яких можна було б показати, що Шекспір чи будь-який інший письменник «хороший»... Зрештою, немає жодного тесту на літературні заслуги, окрім виживання, яке саме по собі є показником думки більшості. Такі мистецькі теорії, як теорія Толстого, абсолютно нічого не варті, тому що вони не тільки починаються з довільних припущень, але й залежать від розпливчастих термінів («щиро», «важливо» тощо), які можна тлумачити як завгодно. На напад Толстого, власне кажучи, не можна відповісти. Цікаве питання: чому він це зробив? Але мимохідь слід зауважити, що він використовує багато слабких або нечесних аргументів. На деякі з них варто звернути увагу не тому, що вони скасовують його головне звинувачення, а тому, що вони, так би мовити, є доказом злого наміру. | Праві лапки |

Після детального детального аналізу, який мав на меті показати, що велика кількість аргументів Толстого є хибними, нечесними та зловмисними, Оруелл визначає головну сварку Толстого з Шекспіром як «сварку між релігійним і гуманістичним ставленням до життя». Бадьорість життям, яка характеризує Шекспіра, його інтерес до всього, поетична блискучість — ті самі якості, за які люди схильні захоплюватися Шекспіром — це саме ті якості, які роблять його нестерпним для Толстого, який проповідував аскезу і чия «головна мета, у його пізніші роки полягала у тому, щоб звузити діапазон людських інтересів, точок прив’язки до фізичного світу та повсякденної боротьби, повинно бути якомога менше, а не якомога більше». Оскільки ставлення Шекспіра до життя загрожує ставленню Толстого, Толстой не здатний насолоджуватися Шекспіром і влаштовує напад на нього, щоб спробувати зробити так, щоб інші також не могли насолоджуватися ним.
Потім Оруелл переходить до розгляду самого Толстого і зазначає, що особлива ненависть Толстого до Короля Ліра цілком могла бути наслідком дивної подібності його власної історії до історії Ліра та того факту, що він зазнав розчарувань такого ж характерк після того, як відмовився від свого маєтку, аристократичного титулу і своїх авторських прав.
На завершення Орвелл згадує про те, як мало змінила гучна атака Толстого на Шекспіра. Згідно з Оруеллом, єдиним критерієм достоїнства твору мистецтва є те, що ним продовжують захоплюватися, а отже, вердикт щодо Шекспіра має бути «не винен», оскільки через понад сто років після памфлету Толстого Шекспір залишається таким, яким захоплюються. як і раніше.